# Gensac (Żyronda)
Gensac – miejscowość i gmina we Francji, w regionie Nowa Akwitania, w departamencie Żyronda.
Według danych na rok 1990 gminę zamieszkiwały 752 osoby, a gęstość zaludnienia wynosiła 80 osób/km² (wśród 2290 gmin Akwitanii Gensac plasuje się na 545. miejscu pod względem liczby ludności, natomiast pod względem powierzchni na miejscu 1106.).